# Компас

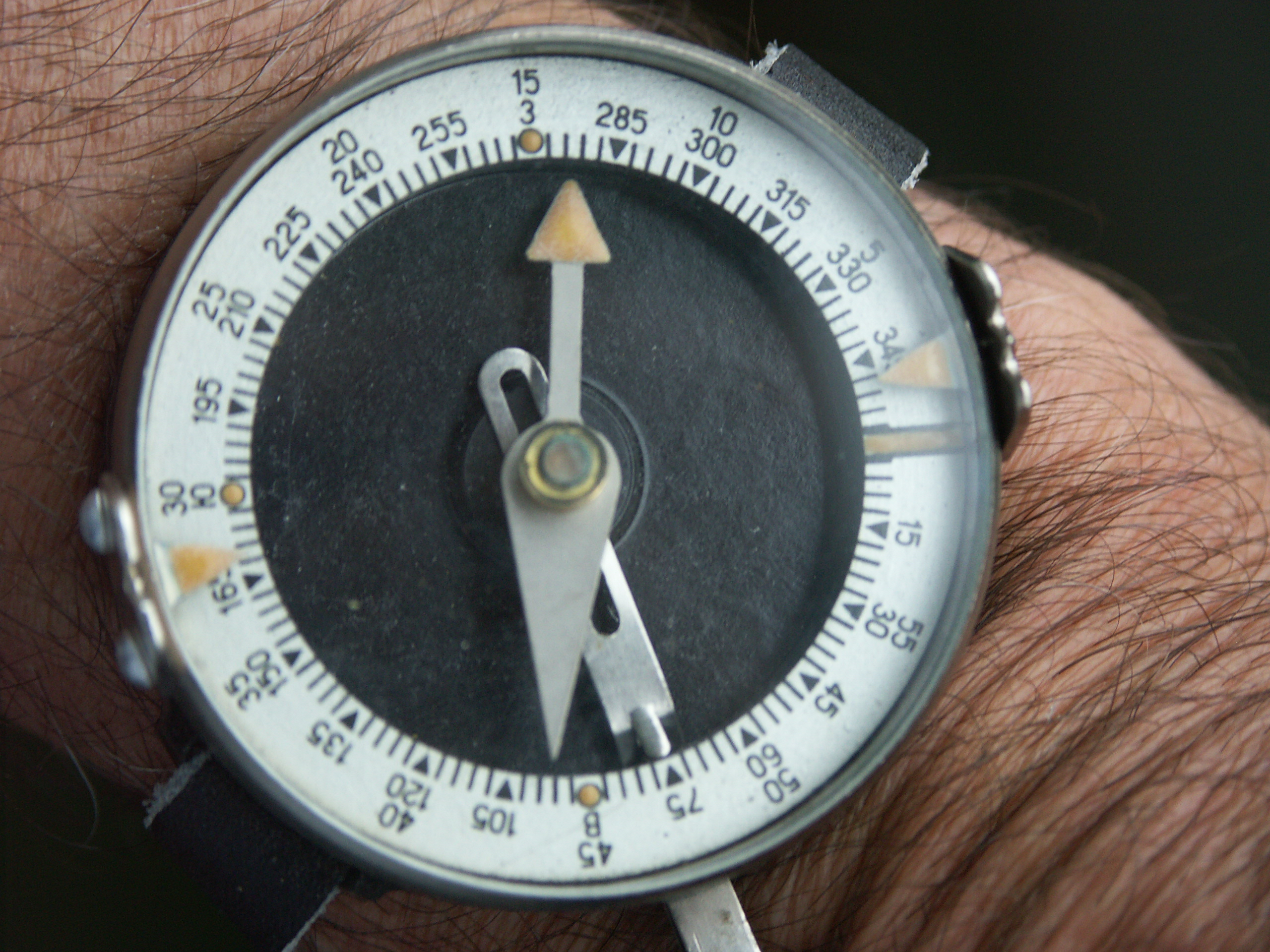
Наручный компас Адрианова с фиксатором арретира («тормозом стрелки»)

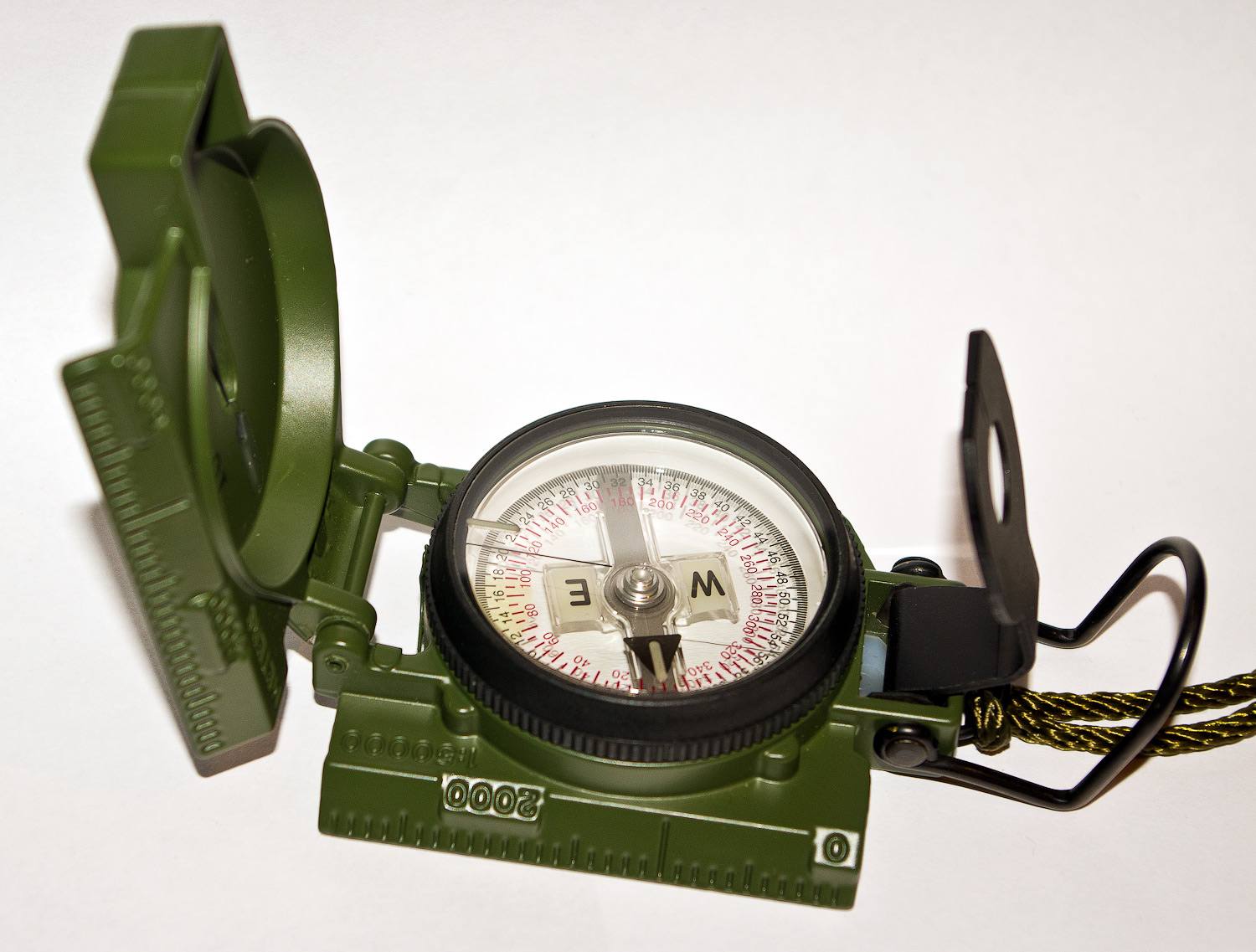
Компас Cammenga (США)

Ко́мпас (от нем. Kómpass) или морск. жаргон компа́с (от итал. соmраssо — «циркуль», от соmраssаrе — «вымерять шагами, измерять») — прибор для ориентирования, указывающий направление географического или магнитного меридиана; направление на радиостанцию (радиомаяк); отклонение от курса движущегося объекта.
Существуют несколько принципиально различных видов компаса: магнитный компас, гирокомпас, горный компас, астрономический компас, а также компасы, ориентирующиеся на положение искусственных объектов: радиокомпас, спутниковый компас.

## Магнитный компас

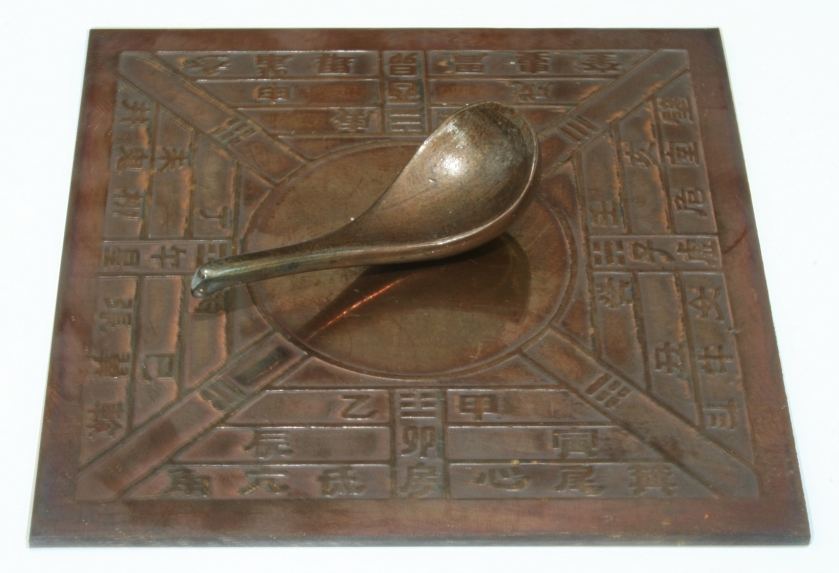
Модель китайского компаса-«ложки» периода династии Хань

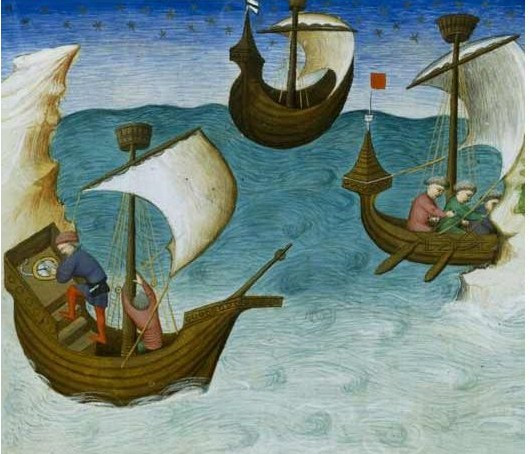
Миниатюра рукописи «Путешествий сэра Джона Мандевиля» с первым известным европейским изображением корабельного компаса (1403)

### История
Компас был изобретён в Китае при династии Сун и использовался для указания направления движения по пустыням (подробнее см. четыре великих изобретения). Магнитное приспособление для определения сторон света в дневное время суток впервые упоминается в книге Цзэн Гунляна «Собрание важнейшего из военных канонов», датируемой 1044 годом. В ней и работе учёного Шэнь Ко представлены два вида компаса: «указывающая юг рыба» (тонкая железная пластина в виде рыбы, которая особым образом нагревалась и погружалась в воду) и «указывающая юг игла» (намагниченная игла посредством трения о магнит). В трактате Шэнь Ко упоминается также более сложный компас (механический) — Колесница, указывающая на юг, где не использовались магнетические свойства. Ещё два варианта изготовления компасов известно из трактата «Обширные записки о лесе дел» Чэнь Юаньцзина (издана в 1325 году). Первый из этих приборов представлял собой деревянную рыбу, в нижнюю часть которой был вмонтирован магнит. Рыба изготавливалась таким образом, чтобы она могла находиться на поверхностности воды в горизонтальном положении, но при этом немного была в неё погружена. Со стороны головы магнит соединялся проволокой, с таким расчётом, что его выгнутая часть приподнималась над водой. Когда деревянную рыбу помещали в воду, её голова направлялась в сторону юга. Юаньцзин показал устройство другого компаса, по преданию также изобретённого даосскими бессмертными («магами»). В деревянную черепаху был помещён магнит, соединявшийся с иглой, словно хвост у черепахи. На её «брюшке» находилось отверстие, через которое она закреплялась на вертикальной булавке, изготовленной из бамбука. Это было сделано с таким расчётом, чтобы конструкция могла беспрепятственно перемещаться. При необходимости установления стороны света магнитный «хвост» черепахи поворачивался на юг. Такое приспособление рассматривается как прообраз магнитных компасов современной системы.

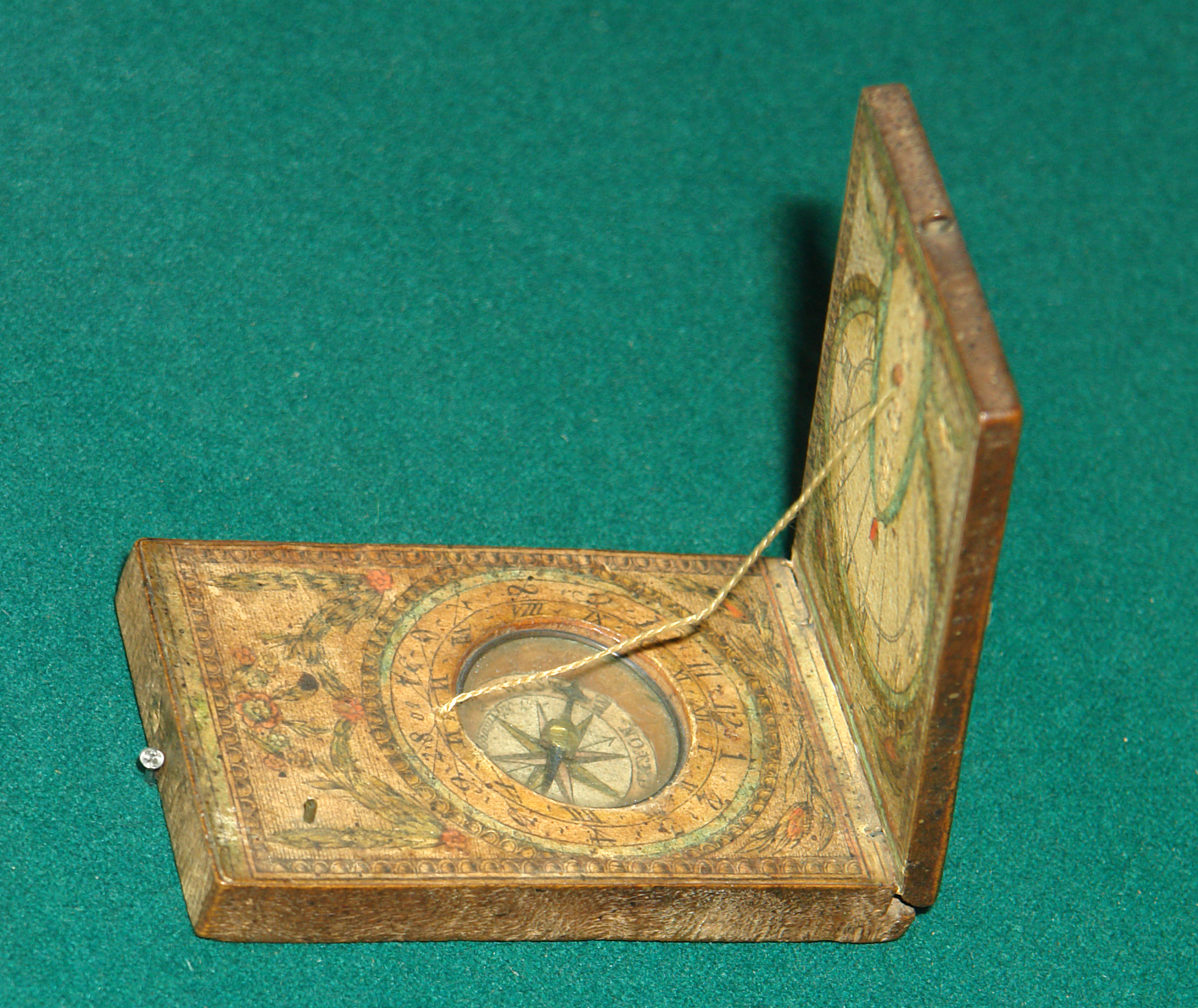
Дорожный компас и солнечные часы, XVIII век

В Европе изобретение компаса относят к XII—XIII векам, однако устройство его оставалось очень простым — магнитная стрелка, укреплённая на пробке и опущенная в сосуд с водой. В воде пробка со стрелкой ориентировалась нужным образом. Считается, что первое в европейской литературе описание компаса даёт английский гуманист XII века, писатель-энциклопедист Александр Никкам. Он упоминает об этом изобретении в двух своих трактатах, а De Naturis rerum указывал: «Моряки в море, если из-за пасмурной погоды днём скрыто солнце или из-за темноты ночи они теряют понятие о том, в какую сторону света направляются, дотрагиваются магнитом до иглы, которая будет крутиться до тех пор, пока, по прекращении движения, не укажет остриём на север». Приводит описание компаса и французский хронист Жак де Витри в своей «Восточной истории» (1219—1221).
Как утверждается, в начале XIV века итальянец Флавио Джойя значительно усовершенствовал компас. Магнитную стрелку он надел на вертикальную шпильку, а к стрелке прикрепил лёгкий круг — картушку, разбитую по окружности на 16 румбов. В XVI веке ввели деление картушки на 32 румба, и коробку со стрелкой стали помещать в кардановом подвесе, чтобы устранить влияние качки корабля на компас.

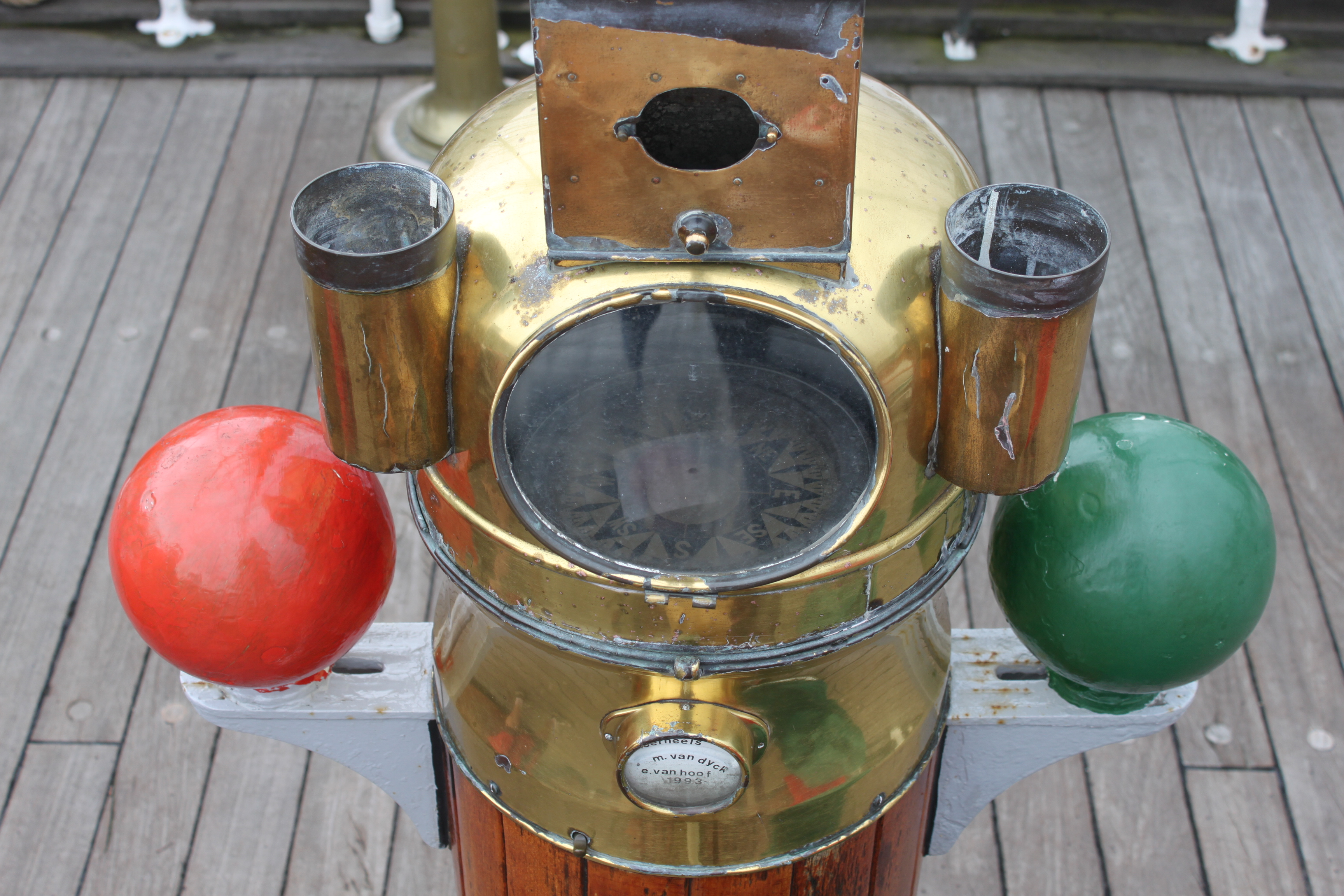
Компас на музейном судне «Меркатор»

В XVII веке компас снабдили пеленгатором — вращающейся диаметральной линейкой с визирами на концах, укреплённой своим центром на крышке коробки над стрелкой.
Когда в XIX веке суда стали строить из стали, то выяснилось, что это столь сильно влияет на компас, что ошибки в его показаниях (магнитная девиация) просто неизбежны. В результате слева и справа от компаса стали размещать массивные железные шары, которые можно передвигать и закреплять поближе и подальше от компаса. Внутри нактоуза, в который вмонтирован компас, стали помещать целый набор магнитов, которые тоже можно передвигать и
закреплять. Изменение взаимного расположения этих шаров и магнитов почти полностью уничтожает девиацию.
По имеющимся данным, изобретён в Китае примерно в 200 году до н. э. Александр Неккам рассказывал о магнитном компасе и его употреблении в навигации в трактате «О природе вещей» (De naturis rerum). В свою очередь древнегреческий учёный Геродот писал: «Итак, о гипербореях сказано достаточно. Я не хочу ведь упоминать сказание об Абарисе, который, как говорят, также был гипербореем: он странствовал по всей земле со стрелкой в руке…».
Хотя официально считается, что использование магнитного компаса в Европе для навигации началось приблизительно в XII веке нашей эры, тем не менее, судя по косвенным указаниям античных историков средиземноморья, магнитный компас использовался для ориентации в пространстве различными народами Средиземноморья и Европы ещё во втором тысячелетии до нашей эры. То, что в те годы для этого прибора не было определённого общепринятого названия, и авторы описывали этот прибор в разных терминах, позволяет сделать предположение, что секрет навигации по компасу хранился в строгой тайне и передавался только избранным. Широкому распространению использования компаса, вероятно, мешало и то, что намагниченный материал был в то время большой редкостью. Следует добавить, что, тем не менее, древние индийцы знали о намагниченном железе, а Ayas-kanta означает на санскрите магнит.

### Принцип действия
Принцип действия основан на взаимодействии поля постоянных магнитов компаса с горизонтальной составляющей магнитного поля Земли. Свободно вращающаяся магнитная стрелка поворачивается вокруг оси, располагаясь вдоль силовых линий магнитного поля. Таким образом, стрелка всегда параллельна направлению линии магнитного поля.
На магнитном полюсе Земли силовые магнитные линии перпендикулярны поверхности. Из-за этого вблизи от магнитных полюсов Земли (в пределах 200 км) магнитный компас бесполезен для определения направления. На бо́льших расстояниях необходимо учитывать поправку на разницу координат географического и магнитного полюсов.
Магнитный компас начинает давать неверные показания вблизи магнитов, месторождений железа и других ферромагнитных минералов, а также предметов из ферромагнитных материалов (железных, стальных и пр.).
Рассмотрим для примера компас Адрианова. Он состоит из корпуса, в центре которого на острие иглы помещена магнитная стрелка. В разарретированном состоянии стрелки её северный конец (обычно красного цвета) устанавливается приблизительно в направлении на Северный магнитный полюс, а южный — на Южный магнитный полюс. В нерабочем состоянии стрелка закрепляется тормозом (арретиром) Внутри корпуса компаса помещена круговая шкала (лимб), разделённая на 120 делений. Цена одного деления составляет 3°, или 50 малых делений угломера (0—50). Шкала имеет двойную оцифровку. Внутренняя оцифровка нанесена по ходу часовой стрелки от 0 до 360° через 15° (5 делений шкалы). Внешняя оцифровка шкалы нанесена против хода часовой стрелки через 5 больших делений угломера (10 делений шкалы). Для визирования на местные предметы (ориентиры) и снятия отсчетов по шкале компаса на вращающемся кольце компаса закреплено визирное приспособление (мушка и целик) и указатель отсчетов.

## Электромагнитный компас
Электромагнитный компас является «развёрнутым» электрогенератором, в котором магнитное поле Земли играет роль статора, а одна или несколько рамок с обмотками — ротора. Соотношение напряжений, наводимых в обмотках при движении в магнитном поле, показывает курс, либо одна обмотка устанавливается под заранее заданным углом к продольной оси самолёта или корабля, и для поддержания курса пилоту или рулевому следует рулём направления удерживать стрелку на нуле.
Преимущество электромагнитного компаса перед обычным магнитным — в отсутствии девиации от ферромагнитных деталей транспортного средства, так как они неподвижны относительно обмоток и не наводят в них токов.
Для работы простого варианта электромагнитного компаса с индикатором в виде гальванометра требуется быстрое движение, поэтому первое применение электромагнитный компас нашёл в авиации. Был использован Чарльзом Линдбергом при перелёте через Атлантику в 1927 году.

## Гирокомпас

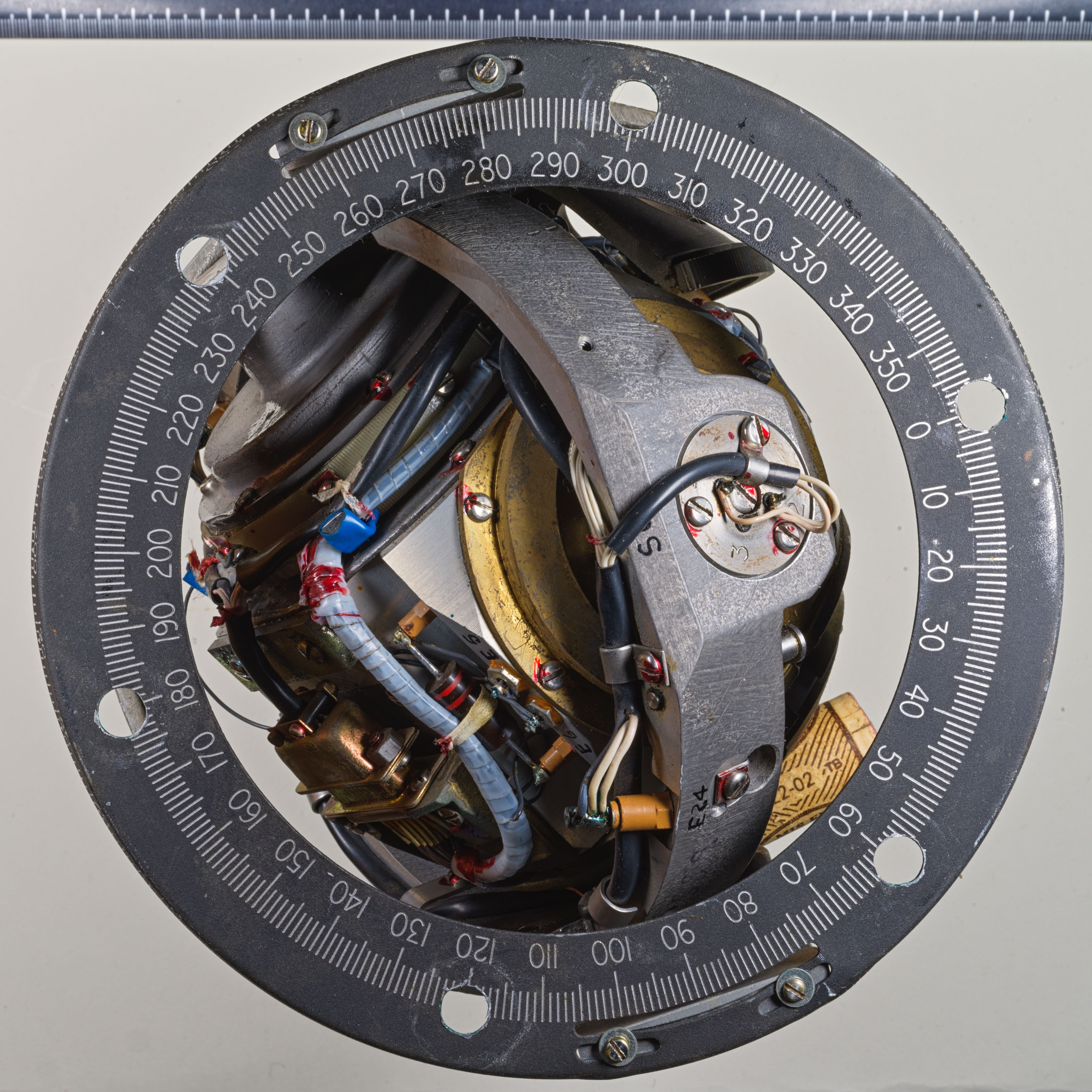
Чувствительный элемент авиационного гирокомпаса

Гирокомпас — прибор, указывающий направление на земной поверхности; в его состав входит один или несколько гироскопов. Используется почти повсеместно в системах навигации и управления крупных морских судов; в отличие от магнитного компаса его показания связаны с направлением на истинный географический (а не магнитный) Северный полюс. Обычно гирокомпас применяется как опорное навигационное устройство в судовых рулевых системах с ручным или автоматическим управлением, а также при решении различных задач иного рода, например, для определения точного направления при наводке орудия боевого корабля. Морской гирокомпас, как правило, очень тяжёл; в некоторых конструкциях вес гироскопического ротора превышает 25 кг. Для нормальной работы гирокомпаса необходимо устойчивое основание, не испытывающее ускорений и фиксированное относительно земной поверхности, причём скорость его перемещения должна быть пренебрежимо мала по сравнению со скоростью суточного вращения Земли на данной широте.

### История создания
Прототип современного гирокомпаса первым создал Герман Аншютц-Кэмпфе (запатентован в 1908), вскоре подобный прибор построил Элмер Сперри (запатентован в 1911 году). В последующие годы разрабатывалось множество гирокомпасов различных модификаций, но наиболее удачные из них принципиально почти не отличались от устройств Аншютца и Сперри. Приборы современной конструкции значительно усовершенствованы по сравнению с первыми моделями; они отличаются высокой точностью и надёжностью и удобнее в эксплуатации.

### Устройство
Простейший гирокомпас состоит из гироскопа, подвешенного внутри полого шара, который плавает в жидкости; вес шара с гироскопом таков, что его центр тяжести располагается на оси шара в его нижней части, когда ось вращения гироскопа горизонтальна.

### Принцип действия
Предположим, что гирокомпас находится на экваторе, а ось вращения его гироскопа совпадает с направлением запад — восток; она сохраняет свою ориентацию в пространстве в отсутствие воздействия внешних сил. Но Земля вращается, совершая один оборот в сутки. Так как наблюдатель, находящийся рядом, вращается вместе с планетой, он видит, как восточный конец (E) оси гироскопа поднимается, а западный (W) опускается; при этом центр тяжести шара смещается к востоку и вверх (позиция б). Однако сила земного притяжения препятствует такому смещению центра тяжести, и в результате её воздействия ось гироскопа поворачивается так, чтобы совпасть с осью суточного вращения Земли, то есть с направлением север — юг (это вращательное движение оси гироскопа под действием внешней силы называется прецессией). Когда ось гироскопа совпадет с направлением север — юг (N — S, позиция в), центр тяжести окажется в нижнем положении на вертикали и причина прецессии исчезнет. Поставив метку «Север» (N) на то место шара, в которое упирается соответствующий конец оси гироскопа, и, соотнеся ей шкалу с нужными делениями, получают надёжный компас. В реальном гирокомпасе предусмотрены компенсация девиации компаса и поправка на широту места. Действие гирокомпаса зависит от вращения Земли и особенностей взаимодействия ротора гироскопа с его подвесом.

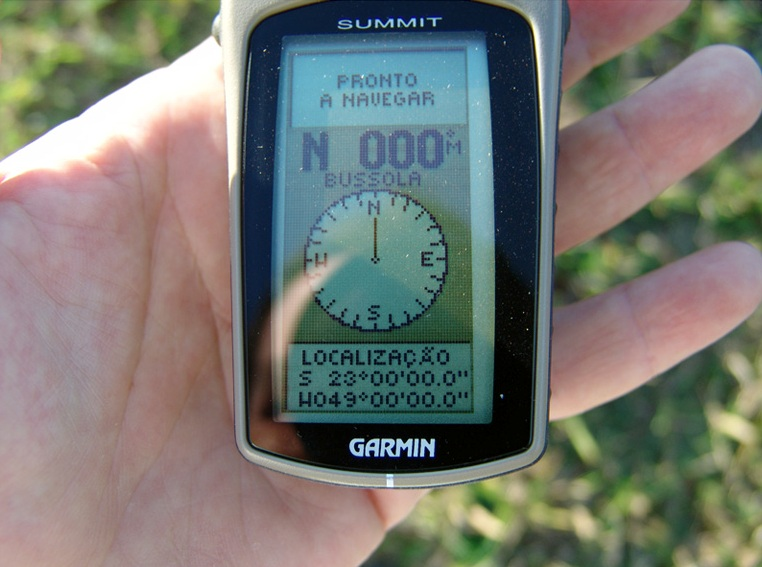
Электронный компас в системе навигации NAVSTAR

## Буссоль

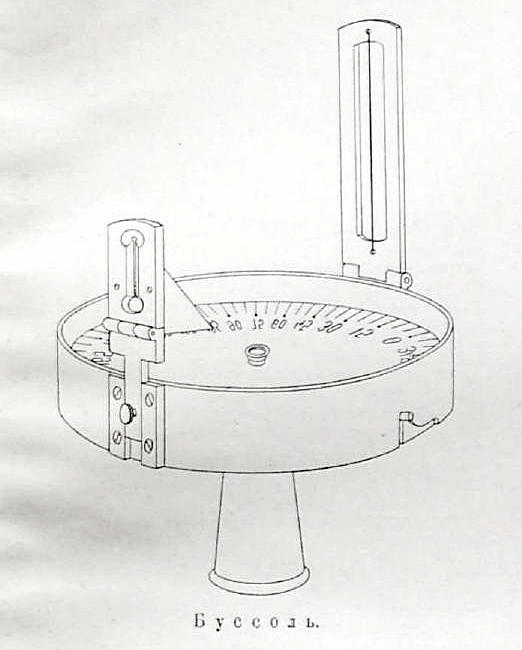
Буссоль Шмалькальдера

В геодезии и строительстве для определения углов применяют буссоли — особый вид компаса повышенной точности. Буссоль имеет визирное приспособление, например, диоптр. Для повышения точности отсчётов плоская магнитная стрелка может устанавливаться на ребро. Часто вместо стрелки применяется картушка. Шкала буссоли часто бывает направлена против часовой стрелки («обратная», или буссольная шкала), что облегчает прямое, без вычислений, взятие магнитных азимутов.

## Ориентирование на местности
Определение направлений на стороны горизонта по компасу выполняется следующим образом. Мушку визирного устройства ставят на нулевое деление шкалы, а компас — в горизонтальное положение. Затем отпускают тормоз магнитной стрелки и поворачивают компас так, чтобы северный её конец совпал с нулевым отсчетом. После этого, не меняя положения компаса, визированием через целик и мушку замечают удаленный ориентир, который и используется для указания направления на север. Направления на стороны горизонта взаимосвязаны между собой, и, если известно хотя бы одно из них, можно определить остальные. В противоположном направлении по отношению к северу будет юг, справа — восток, а слева — запад.

## Символ
| Символ | Юникод  | Название |
| ------ | ------- | -------- |
| 🧭     | U+1F9ED | compass  |